# شکل‌گیری و تکامل کهکشان‌ها
مطالعه شکل‌گیری و تکامل کهکشان‌ها با مباحثی از قبیل فرایندی که طی آن جهان ناهمگنی از جهان همگن نخستین شکل‌گرفت، شکل‌گیری نخستین کهکشان‌ها، چگونگی تحول کهکشان‌ها در گذر زمان و فرایندهایی شکل‌گیری ساختارهای متنوع در کهکشان‌های نزدیک می‌پردازد و یکی از فعالترین شاخه‌های پژوهش در اخترفیزیک است.
نظریه‌های تشکیل ساختار، شکل‌گیری کهکشان‌ها را بر اثر نوسانات کوانتومی بسیار کوچک ناشی از مه‌بانگ فرض می‌کنند. ساده‌ترین مدلی که با پدیده‌های مشاهده‌شده سازگار است، کیهان‌شناسی ماده تاریک سرد {\displaystyle \Lambda } است؛ که بیان می‌کند، خوشه‌بندی و درهم‌آمیختن راهی است که کهکشان‌ها از طریق آن بر جرم خود می‌افزایند و همچنین تعیین‌کننده ساختارشان نیز می‌باشد.